# Islandiana speophila
Espèce
Islandiana speophila est une espèce d'araignées aranéomorphes de la famille des Linyphiidae.

## Distribution
Cette espèce est endémique des États-Unis. Elle se rencontre en Virginie-Occidentale dans la grotte Trout Cave et au Missouri.

## Description
La femelle holotype mesure 1,60 mm.
Cette espèce aveugle a des yeux très réduits. Elle est dépigmentée.

## Publication originale
- Ivie, 1965 : The spiders of the genus Islandiana (Linyphiidae, Erigoninae). American Museum Novitates, no 2221, p. 1-25 (texte intégral).